# 133 (число)
Вижте пояснителната страница за други значения на 133.
133 (сто тридесет и три) е естествено, цяло число, следващо 132 и предхождащо 134.
Сто тридесет и три с арабски цифри се записва „133“, а с римски цифри – „CXXXIII“. Числото 133 е съставено от три цифри от позиционните бройни системи – 1 (едно), 3 (три).

## Общи сведения
- 133 е нечетно число.
- 133-тият ден от годината е 13 май.
- 133 е година от Новата ера.